# Лукас Лейва
Лукаш Пецини Лейва (първото и третото име на португалски: Lucas Pezzini Leiva, второто на италиански, роден на 9 януари 1987 в Дурадош, Бразилия) е бразилски полузащитник, който играе за Лацио. В Бразилия той е известен с първото му име – Лукаш. Той е племенник на бившия бразилски футболист Лейвиня. Притежава италиански паспорт.